# Elf (banda)
Elf foi uma banda de rock fundada em 1967 pelo cantor e baixista Ronnie James Dio, o tecladista Doug Thaler, baterista Gary Driscoll, e os guitarristas Nick Pantas e David Feinstein (primo de Dio).
A banda foi originalmente chamada The Electric Elves, mas foi encurtado para The Elves em 1968 e, finalmente, Elf em 1972.
Elf se separou em 1975, após gravar três álbuns e depois a maior parte do lineup tinha sido absorvido pelo novo grupo de Ritchie Blackmore, Rainbow.

## História
A banda foi formada em 1967 por Ronnie James Dio e Nick Pantas após a sua antiga banda, Ronnie Dio and the Prophets ser dissolvida.
Em 1968, a banda se envolveu em um acidente automobilístico que ceifou a vida de Pantas, que a banda decidiu não o substituir. O acidente forçou um embaralhamento das funções dos membros da banda como Thaler, tecladista original, mudou-se para guitarra (depois de se recuperar de seus ferimentos) e o grupo contratou Micky Lee Soule para assumir funções de teclado. (Ao sair, em 1972, mudou-se para Nova York e conseguiu um emprego como agenciador - O Elf foi uma das bandas que ele agenciou).
O álbum de estreia auto-intitulado Elf foi produzido pelo membros do Deep Purple: Roger Glover e Ian Paice. Para os próximos anos, a banda teve um sucesso moderado com alguns shows de abertura para o Deep Purple. Dio tanto cantou e tocou guitarra e baixo, até que, em 1973, o baixista Craig Gruber foi convidado a participar. No mesmo ano, Feinstein deixou a banda, sendo substituído por Steve Edwards. Feinstein formou uma banda chamada The Rods, que teve um moderado sucesso, excursionando com grupos como Judas Priest e Iron Maiden, bem como Metallica, antes de finalmente se aposentar da indústria da música. Ele não voltaria à cena musical até 2004, quando sua banda, Feinstein, lançou o álbum Third Wish no Magic Circle Music label.
Produzido por Roger Glover, a banda assinou com a gravadora do Deep Purple "Purple Records" para o álbum Carolina County Ball e fizeram shows com o Deep Purple em 1974 durante a turnê do álbum Burn. O álbum ficou conhecido como L.A. 59 nos Estados Unidos e no Japão.
Em 1974, Dio foi convidado por Glover para cantar em seu álbum solo The Butterfly Ball and the Grasshopper's Feast. A voz de Dio ganhou a atenção do guitarrista Ritchie Blackmore, que tinha acabado de deixar o Deep Purple e foi à procura de músicos para seu primeiro álbum solo, Ritchie Blackmore's Rainbow. Blackmore decidiu usar quase todos os músicos da Elf para este álbum, excetuando Edwards que foi substituído por Blackmore. Depois que terminou de gravar o álbum, no entanto, Driscoll, Gruber, e Soule foram substituídos por Cozy Powell, Jimmy Bain e Tony Carey, que tocou com Dio e Blackmore durante a turnê subsequente; O Elf já não existia mais.
O baterista Gary Driscoll, que foi um dos dois únicos membros da banda Elf consistentemente desde o início ao rompimento, foi assassinado em 1987.
Em 2009, Ronnie James Dio falou para a revista Classic Rock sobre a possibilidade de uma reunião do Elf no futuro: "Eu estive conversando com 'Rock' meu primo (guitarrista David 'Rock' Feinstein) sobre a possibilidade de que a banda se reúna novamente, e certamente é sobre os cartões. Mas, como de costume, é dependente de horários coincidentes ". Sobre a possibilidade de um novo álbum de estúdio do Elf, Dio disse: "Eu apenas gostaria de fazer uma turnê com o Elf e gravar mais um álbum. Isso inclui regravações de algumas das canções mais antigas, que eu não acho que fizemos justiça no estúdio, além de também algumas faixas novas ".
Em 16 de maio de 2010, o cantor Ronnie James Dio morreu de câncer de estômago, fazendo com que a reunião do Elf com qualquer um dos dois membros consistentes (Dio e Driscoll) se tornasse impossível. No entanto, antes de sua morte, ele conseguiu gravar uma faixa no álbum solo de Feinstein intitulado "Metal Will Never Die"..

## Discografia
- Elf (1972)
- Carolina County Ball (1974) (título nos Estados Unidos: L.A./59)
- Trying to Burn the Sun (1975)
- The Gargantuan (1978) compilação
- The Elf Albums (1991) compilação de dois álbuns